# 三浦洋一 (俳優)
三浦 洋一（みうら よういち、1954年〈昭和29年〉1月21日 - 2000年〈平成12年〉5月14日）は、日本の俳優。愛知県丹羽郡岩倉町（現・岩倉市）出身。東海高等学校卒業、早稲田大学政治経済学部中退。

## 人物・来歴
電電公社職員だった父のもとに生まれる。二人兄弟の長男。高校時代の部活は野球部。もともと新聞記者になりたくて、早稲田大学に進学する。大学在学中に知念正文主宰の「劇団暫（げきだんしばらく）」に入団してつかこうへいと出会い、1974年に『初級革命講座』でデビュー。『熱海殺人事件』など、つか作品に主演する。
1978年、『七人の刑事』に出演して人気を獲得。
『あんちゃん』での川上音次役、『さすらい刑事旅情編』での香取刑事役（7シーズンにわたり出演）などでも活躍した。
1982年からは歌手としても活動し、ロックバンド「ホット・リップス」を率いて公演を行った。
私生活では、1978年に女優の宇津宮雅代と結婚。宇津宮の娘も引き取ったが、1990年頃から別居。離婚調停中の1993年に三浦の交際相手の妊娠が発覚するなどスキャンダルとなったが、離婚が成立し、交際相手と2度目の結婚。妻の連れ子の長男のほかに次男（俳優・三浦慶光）を儲けた。
1999年11月、食道癌であることが判明。闘病の末、2000年5月14日に46歳で死去。1999年6月頃、自宅で食事中に食べ物がつかえる症状が出たため、病院で精密検査を受けたところ癌が判明した。すでに末期状態による予後不良によって、手の施しようがなかったという。同年10月の新宿コマ劇場での舞台の宣伝のため、TBS『アッコにおまかせ!』にゲスト出演したときには、げっそりやせ細った姿になっていた。本人は「稽古ではげしく動き回っているため」とごまかしていたが、実際には唾を満足に飲み込むことさえできないほど病状が悪化している状態であった。舞台本番では毎日点滴を打ちながらも気力を見せ、奇跡的に千秋楽まで演じることができたものの舞台終了後、再び入院。結果的にこれが人生最後の仕事となった。所属事務所が病名を公表し、それまで決まっていた仕事はすべてキャンセルする。本人は完治したら仕事へ復帰する希望を捨てていなかったが、その思いは叶わなかった。
海をこよなく愛し、マリンスポーツをしていたことで知られている。特にスクーバダイビングに造詣が深かった。

## その他
- 脚本家の山田耕大とは東海高校時代の同級生で、かつては同じクラスだった。
- 後妻の真理子は夫の死後本名で著書を発表し、ブログも更新していたが、卵巣がんのため2018年6月28日に死去。
- 後妻との間に儲けた次男・慶光は、父と同じ俳優の道に進んだ[10]。

## 出演

### テレビドラマ
- 前略おふくろ様 第2シリーズ（1976年 - 1977年、日本テレビ） - 内藤タケシ
- 俺たちの朝 第31話「三畳間とスポット・ライトとワタ菓子」（1977年、日本テレビ） - 劇団民憂の団員
- 明日の刑事 第17話「あぶない!小さな命が…」（1978年、TBS）
- 七人の刑事（1978年 - 1979年、TBS） - 北川刑事
- 雲霧仁左衛門（1979年、関西テレビ） - 高瀬俵太郎
- 銀河テレビ小説（NHK）
  - 御堂筋の春（1980年5月） - 主演
  - 聖者が街にやって来た（1982年）
  - あなたに首ったけ（1983年） - 健作
- 池中玄太80キロ（1980年 - 1992年、日本テレビ） - 前川秀也
- 旅がらす事件帖（1980年 - 1981年、関西テレビ） - 九鬼隼人
- 関ヶ原（1981年、TBS） - 名古屋山三郎
- タクシー・サンバ（1981年、NHK） - 吉川
- 俺はご先祖さま（1981年 - 1982年、日本テレビ） - 神崎一郎
- アイコ16歳（1982年、TBS） - 染井洋平
- 裸の大将 第10話「天狗の鼻は高いので」（1982年、関西テレビ） - 潤次
- あんちゃん（1982年10月 - 1983年4月、日本テレビ） - 川上音次
- みんな大好き!（1983年、日本テレビ） - 下塚健太郎
- 火曜サスペンス劇場（日本テレビ）
  - 朝まで待てない（1983年5月3日） - 真五
  - 検事 霧島三郎5（1998年） - 北山泉一郎
- 胸さわぐ苺たち（1983年 - 1984年、TBS） - 宇垣浩司
- 25才たち・危うい予感（1984年、日本テレビ） - 原田公三
- 遊びじゃないのよ、この恋は（1986年、TBS） - 山田俊明
- わたしの可愛いひと（1986年、フジテレビ）
- な・ま・い・き盛り（1986年10月 - 12月、フジテレビ） - 真田啓一
- ママをたずねて三千里（1986年 フジテレビ）
- 小公女セーコ（1986年　フジテレビ）
- 女と女 華やかな春（1987年1月3日、フジテレビ） - 森下六朗
- ベスト・フレンド 「人間交差点」より（1987年4月15日、TBS） - 江藤文平
- アナウンサーぷっつん物語（1987年、フジテレビ）
- キスより簡単（1987年、フジテレビ） - 木村良次
- 痛快!ロックンロール通り（1988年、TBS） - 矢吹譲二
- 27才・LOVE気分（1988年1月 - 3月、日本テレビ） - 浩一
- ザ・スクールコップ（1988年5月 - 9月、フジテレビ） - 主演・山下大介
- さすらい刑事旅情編シリーズ（1988年 - 1995年、テレビ朝日） - 準主演・香取達男
- 晴海コンパニオン物語（1988年10月15日、フジテレビ）
- ハートに火をつけて!（1989年4月 - 6月、フジテレビ） - 西尾信行
- 三毛猫ホームズシリーズ（1989年 - 1991年、テレビ朝日） - 主演・片山義太郎
- いけない女子高物語（1990年、日本テレビ） - 綾王子一実
- 熱血!新入社員宣言（1991年、TBS） - 堤亮輔
- 子供が寝たあとで（1992年4月 - 6月、日本テレビ） - 佐竹涼介
- 嘘つきは夫婦のはじまり（1993年、日本テレビ） - 夏目省吾
- 夢暦長崎奉行（1996年3月 - 9月、NHK金曜時代劇） - 徳川家斉
- 放浪記（1997年1月、テレビ東京）
- 家政婦は見た!（1997年）  - 田辺靖二
- 月曜ドラマスペシャル / 湯けむり仲居純情日記7（1997年、TBS）
- スマートモンスターズ（1998年1月 - 2月、テレビ朝日） - 大黒刑事
- 新選組血風録（1998年10月 - 12月、テレビ朝日） - 山南敬助
- 御家人斬九郎 第5シリーズ 第5話（2002年、フジテレビ / 映像京都） - 醍醐三郎

### バラエティ・情報番組
- 今夜は最高!（1983年、日本テレビ）
- 日曜9時は遊び座です（1984年 - 1985年、日本テレビ）
- オレたちひょうきん族（1985年3月23日、フジテレビ）-『ひょうきんベストテン』今週のスポットライト
- ゆらり海遊記（1987年、朝日放送)
- VIDEO JAM（1988年、テレビ朝日）
- 君といつまでも（1991年 - 1993年、テレビ朝日）
- 寝ないで×××(1990年代、TBS） - 深夜番組。鉄道を語る回に出演
- 素晴らしき地球の旅死ぬために生きる人々　インドネシア・トラジャの大葬儀（1996年、NHK）  - ナレーション

### 映画
- 星空のマリオネット（1978年1月21日、東京ビデオセンター） - ヒデオ
- 危険な関係（1978年3月18日、日活） - 寒川雄二
- 冬の華（1978年6月17日、東映） - 竹田乙彦
- 十代 恵子の場合（1979年2月24日、東映） - 鉄
- 総長の首（1979年3月24日、東映） - 長谷部稔
- 戦国自衛隊（1979年12月5日、東宝） - 野中学一士
- 影の軍団 服部半蔵（1980年2月23日、東映） - 青山図書
- 刑事物語2 りんごの詩（1983年7月2日、東宝） - 結城一明
- トットチャンネル（1987年、東宝） - 日本のテレビ草創期の演出家

### オリジナルビデオ
- キリングエンジェル 夢犯（1995年、日活）

### CM
- ヤマヒサ
- デンソー プラグ
- 象印マホービン（1986年）
- トーヨーサッシ
- セントラルファイナンス（1987年）
- ミツカン
  - 味ぽん（1989年 - 1991年） - 西田敏行と共演
  - 五目ちらし（1992年～1993年）
- 麒麟麦酒 キリンオレンジファミリー　(1988年)

## ディスコグラフィー

### シングル
1. 勲章（テイチクレコード、1982年8月21日）
作詞：古田喜昭 / 作曲：古田喜昭 / 編曲：平野融
（c/w  ギヤを入れろよ）
2. 死んでたまるかよ（テイチクレコード、1983年）
作詞：古田喜昭 / 作曲：古田喜昭
（c/w   なぐるぜ）
3. 風の運河（テイチクレコード、1984年3月21日）
作詞：荒木とよひさ / 作曲：千代正行 / 編曲：若草恵
（c/w   なかなかの女）
4. Good Night Angel（CBSソニー、1985年） - 「日曜9時は遊び座です」挿入歌
作詞：杉本真人 / 作曲：杉本真人 / 編曲：佐藤寛
（c/w  すねないで）
5. SWEET RAIN（CBSソニー、1987年）
作詞：竹花いち子 / 作曲：鹿紋太郎 / 編曲：丸山恵市
（c/w  さよならを決めたあの夜に）

## 関連文献
- 三浦真理子『桜の花が咲くまでは―俳優・三浦洋一 食道ガンと闘った日々』（扶桑社、2001年、ISBN 4594030599）